# Sint-Jozefkerk (Oss)
De Sint-Jozefkerk is een parochiekerk in de stad Oss in de Nederlandse provincie Noord-Brabant. De kerk is gelegen aan de Oude Molenstraat 8.

## Geschiedenis
Van oorsprong stond aan de Molenstraat een eveneens aan Sint-Jozef gewijde rectoraatkerk van de paters karmelieten, bekend als de Paterskerk. Dit betrof een neogotisch bouwwerk met twee traptorentjes en een dakruiter. Deze eerdere kerk was ontworpen door H.R. Hendriks en gebouwd in 1891.
In 1956 werd hier de Sint-Jozefparochie gesticht en werd de rectoraatkerk verheven tot parochiekerk. De oude Paterskerk werd in 1968 gesloopt om plaats te maken voor de uitbreiding van de fabrieken van Organon. In 1966 begon de bouw van een nieuw Karmelietenklooster aan de Verdistraat 87. Dit werd ontworpen door Jan de Reus. Het omvatte een zes verdiepingen hoog gebouw in beton en gasbetonblokken. Daarnaast was er een kapel. In 1982 werd het klooster gesloten. Het gebouw werd verkocht aan een technisch adviesbureau en omgevormd tot kantoor. De kapel werd later heringericht als wooncomplex. 
In 1969 werd een nieuwe Sint-Jozefkerk geopend aan de Oude Molenstraat. In 2004 fuseerde de parochie met die van de Scheppingskerk tot de Titus Brandsmaparochie. Deze Sint-Jozefkerk werd nu de parochiekerk van de nieuwe fusieparochie. Daartoe werd de kerk vergroot.

## Gebouw
Het betreft een kerkgebouw in de stijl van het naoorlogs modernisme, ontworpen door Jos Bijnen. De kerk heeft een plat dak, een bovenbouw en een lichtkoepel. Ook is er een lage losstaande open klokkentoren in beton.